# أوكتاف لابيز
أوكتاف لابيز (بالفرنسية: Octave Lapize) مواليد 24 أكتوبر 1887 في باريس، الجمهورية الفرنسية الثالثة - الوفاة 14 يوليو 1917 في تول، مورت وموزيل، كان دراج فرنسي في صنف سباق الدراجات على الطريق. سبق أن شارك في دورة الألعاب الأولمبية الصيفية وفاز بميدالية أولمبية.

## سجل النتائج

### سباقات أو مراحل فاز بها
- طواف فرنسا

## الميداليات
| الميدالية | المسابقة                       |
| --------- | ------------------------------ |
| برونزية   | الألعاب الأولمبية الصيفية 1908 |

## روابط خارجية
- أوكتاف لابيز على موقع أرشيف الدراجات (الإنجليزية)
- أوكتاف لابيز على موقع إحصائيات الدراجات الإحترافية (الإنجليزية)
- أوكتاف لابيز على موقع CycleBase (الإنجليزية)
- أوكتاف لابيز على موقع أوليمبيديا (الإنجليزية)
- أوكتاف لابيز  على موقع SportsReference  - سبورتس رفرنس